# Волдэпъёган
Волдэпъёган (устар. Волдэп-Юган) — река в Шурышкарском районе Ямало-Ненецкого АО. Устье реки находится в 120 км по правому берегу реки Сыня. Длина реки составляет 79 км. Крупные притоки: Ун-Поръёган, в 13 км и Ай-Поръёган в 35 км — оба левые, Ун-Пернасоим в 59 км по правому берегу.

## Данные водного реестра
По данным государственного водного реестра России относится к Нижнеобскому бассейновому округу, водохозяйственный участок реки — Обь от впадения реки Северная Сосьва до города Салехард, речной подбассейн реки — бассейны притоков Оби ниже впадения Северной Сосьвы. Речной бассейн реки — (Нижняя) Обь от впадения Иртыша.
Код объекта в государственном водном реестре — 15020300112115300030282.